# Polisy
Polisy är en kommun i departementet Aube i regionen Grand Est (tidigare regionen Champagne-Ardenne) i nordöstra Frankrike. Kommunen ligger  i kantonen Mussy-sur-Seine som ligger i arrondissementet Troyes. År 2022 hade Polisy 176 invånare.

## Befolkningsutveckling
Antalet invånare i kommunen Polisy
Referens: INSEE